# ایستگاه گرنویل (اسکای‌ترین)
ایستگاه گرنویل (انگلیسی: Granville station) یک ایستگاه زیرزمینی در خط اکسپو (اسکای‌ترین) سیستم حمل و نقل سریع مترو ونکوور اسکای‌ترین (ونکوور) است. این ایستگاه در مرکز شهر ونکوور در بخشی از خیابان گرنویل که به مرکز خرید گرنویل معروف است، واقع شده‌است.